# Десять заповедей хуту
«Десять заповедей хуту» — манифест, содержащий призывы к разжиганию вражды между тутси и хуту, опубликованный 1990 году, и приобретший популярность после выхода в декабре 1990 года в руандийской газете «Кангура» (издававшейся в 1990-1994 гг.), хотя данное издание было не первым, опубликовавшим его. Манифест стал одним из множества факторов, повлиявшим на обострение ситуации в Руанде. Редактор газеты Хассан Нгезе был признан участником геноцида в Руанде и приговорён к пожизненному заключению.

## Текст
1. Каждый мухуту должен знать, что умутутсикази, где бы она ни была, является наёмницей своего этноса тутси. Поэтому предателем является любой мухуту:
 — который берёт в жены мутутсикази;
 — который делает умутутсикази своей любовницей;
 — который делает умутутсикази своей секретаршей или покровительствует ей.
2. Каждый мухуту должен знать, что наши дочери бахутукази более достойны и более добросовестны в своей роли женщины, жены и матери семьи. Разве они не красивые, хорошие и более честные помощницы?
3. Бахутукази, будьте бдительны и вразумляйте ваших мужей, ваших братьев и ваших сыновей.
4. Каждый мухуту должен знать, что каждый мутутси нечестен в делах. Для него важно только превосходство своего этноса. Поэтому предателем является каждый мухуту:
 — который делает дела вместе с батутси; 
 — который вкладывает свои деньги или деньги государства в предприятие какого-то мутутси;
 — который одалживает или занимает деньги у какого-нибудь мутутси;
 — который оказывает батутси предпочтение в делах (выдача лицензий на импорт, банковских кредитов, участков под строительство, разрешений на рыночную торговлю).
5. Ключевые посты — политические, административные, экономические, военные и в органах безопасности — должны доверяться бахуту.
6. Сектор образования (учащиеся, студенты, преподаватели) должен состоять в большинстве из хуту.
7. Вооружённые силы Руанды должны состоять исключительно из хуту. Таков урок Октябрьской войны. Никакой военный не должен брать в жены мутутсикази.
8. Бахуту должны прекратить жалеть батутси.
9. Бахуту, где бы они ни были, должны быть едины, солидарны и заботиться о судьбе своих братьев бахуту.
Бахуту внутри Руанды и за её пределами должны постоянно искать друзей и союзников для Дела хуту, начиная со своих братьев банту.
Они должны постоянно противодействовать пропаганде тутси.
Бахуту должны быть твёрдыми и бдительными против их общего врага — тутси.
10. Социальная революция 1959 г., Референдум 1961 г. и идеология хуту должны преподаваться каждому махуту и на всех уровнях.
Каждый махуту должен широко распространять эту идеологию. Предателем является каждый махуту, который будет преследовать своего брата махуту за то, что он читал, распространял и пропагандировал эту идеологию.

Оригинальный текст (фр.)
1. Tout Muhutu doit savoir que Umututsikazi où qu'elle soit, travaille à la solde de son ethnie tutsi. Par conséquent, est traître tout Muhutu:
 — qui épouse une mutultsikazi;
 — qui fait d’une Umututsikazi sa concubine;
 — qui fait d’une Umututsikazi sa secrétaire ou sa protégée.
2. Tout Muhutu doit savoir que nos filles Bahutukazi sont plus dignes et plus consciencieuses dans leur róle de femme, d'épouse et de mére de famille. Ne sont-elles pas jolies, bonnes secrétaires et plus honnétes!
3. Bahutukazi, soyez vigilantes et ramenez vos maris, vos fréres et vos fils à la raison.
4. Tout Muhutu doit savoir que tout Mututsi est malhonnête dans les ‘affaires. Il ne vise que la suprématie de son ethnie. <…> Par conséqueni, est traître tout Muhutu:
 — qui fait alliance avec les Batutsi dans ses affaires;
 — qui investit son argent ou l’argent de l’Etat dans une entreprise d’un Mututsi;
 — qui prête ou emprunte de l'argent à un, Mututsi;
 — accorde aux Batutsi des faveurs dans les affaires (l’octroi des licences d’importation, des préts bancaires, des parcelles de construction, des marchés publics…)
5. Les postes stratégiques tant politiques, administratifs, économiques, militaires et de sécurité doivent étre confiés aux Bahutu.
6. Le secteur de l'Enseignement ( éléves, étudiants, enseignants) doit étre majoritairement Hutu.
7. Les Forces Armées Rwandaises doivent être exclusivement Hutu. L'expérience de la guerre d'octobre 1990 nous l'enseigne. Aucun militaire ne doit épouser une Mututsikazi.
8. Les Bahutu doivent cesser d'avoir pitié des Batutsi.
9. — Les Bahutu, oü qu'ils soient, doivent étre unis, solidaires et préoccunés du sort de leurs tréres Bahutu.
 — Les Bahutu de l'intérieur et de l'extérieur du Rwanda doivent rechercher constamment des amis et des alliés pour la Cause Hutu, à commencer par leurs fréres bantous. 
 — Ils doivent constamment contrecarrer la propagande tutsi.
 — Les Bahutu doivent étre fermeset vigilants contre leur ennemi commun tutsi.
10. La Révolution Sociale de 1959, le Référendum de 1961, et l'Idéologie Hutu, doivent étre enseignés à tout Muhutu et à tous les niveaux.
Tout Muhutu dott diffuser largement la présente idéologie.
Est traitre tout Muhutu qui persécutera son frére Muhutu pour avoir lu, diffusé et enseigné cette idéologie.

— VOICI, LES 10 COMMANDEMENTS. (фр.) // Kangura. — Гисеньи, 1990. — Décembre (num. 6). — P. 8.